# Grand Prix Nieuwkerken-Waas
Le Grand Prix Nieuwkerken-Waas est une course cycliste belge disputée chaque année au mois de septembre à Nieuwkerken-Waas, dans la province de Flandre-Orientale.

## Palmarès depuis 1997
| Année | Vainqueur                   | Deuxième           | Troisième           |
| ----- | --------------------------- | ------------------ | ------------------- |
| 1997  | Danny Dierckx               | Davy Delme (nl)    | Guy Smet            |
| 1998  | ?                           | ?                  | ?                   |
| 1999  | Danny Van Looy              | Nico Ruyloft       | Žydrūnas Ragelskis  |
| 2000  | Guy Smet                    | Nico Ruyloft       | Wim Weyns           |
| 2001  | Darius Strole               | Guy Smet           | Peter Van Santvliet |
| 2002  | Guy Smet                    | Steven De Champs   | Eric Torfs          |
| 2003  | Tim Lenaers                 | Darius Strole      | Guy Smet            |
| 2004  | Kenneth Mercken             | Guy Smet           | Andrei Tsjerviakov  |
| 2005  | Guy Smet                    | Bert De Backer     | Darius Strole       |
| 2006  | Darius Strole               | Simas Kondrotas    | Mindaugas Goncaras  |
| 2007  | David Reyniers              | Mindaugas Goncaras | Nico Verhoeven      |
| 2008  | Guy Smet                    | Bjorn Coomans      | Jan Bluekens        |
| 2009  | Glenn Devadder              | Jonathan Van Elst  | Jef Torfs           |
| 2010  | Hamish Haynes               | Guy Smet           | Tim De Troyer       |
| 2011  | Jonas Ahlstrand             | Dries Depoorter    | Tony Heirbaut       |
| 2012  | Matthias Legley             | Laurent Vanden Bak | Alexander Maes      |
| 2013  | Christophe Van Cauwenberghe | Oliver Naesen      | Guy Smet            |
| 2014  | Steven Haerinck             | Michiel Broes      | Kristof Dockx       |
| 2015  | Kenny Willems               | Matti Helminen     | Timmy Diependaele   |
| 2016  | Yves Coolen                 | Tom Verhaegen      | Jonas Goeman        |
| 2017  | Stijn De Bock               | Ylber Sefa         | Jimmy Janssens      |
| 2018  | Niels De Rooze              | Stijn De Bock      | Stijn Goolaerts     |
| 2019  | Rutger Wouters              | Ylber Sefa         | Thomas Koep         |